# Orde van het Openbaar Onderricht
De Orde van het Openbaar Onderricht (Frans: Ordre de l'Instruction Publique) was een Franse academische onderscheiding die werd ingesteld in 1850.
De Orde ontstond uit de Academische Palmen, een in 1808 door keizer Napoleon I ingestelde  onderscheiding. In 1955 werd deze onderscheiding omgevormd tot de Orde van de Academische Palmen. De Orde was een van de 18 Ministeriële Orden van de Franse republiek.

## Geschiedenis
Van de drie graden van de in 1808 ingestelde Academische Palmen bleven in 1850 nog twee bestaan. Eerst ontving men de Officier d’Académie, waarna men na 5 jaar Officier de l’Instruction publique kon worden.
In het midden van de 19e eeuw nam men niet langer genoegen met de op de door de hoogleraren gedragen togae geborduurde palm- en olijftakken; de hoogleraren gingen geborduurde takken op de revers van hun jas dragen. Er was duidelijk behoefte aan een draagteken zoals de traditionele ridderorden die verschaften.
Victor Duruy, minister van Onderwijs van keizer Napoleon III, stelde daarom in een decreet van 7 april 1866 vast dat in het vervolg een metalen onderscheiding aan een lint zou worden uitgereikt. De Officier d’Académie kreeg zilveren takken aan een paars lint, en de Officier de l’Instruction publique mocht gouden takken aan een lint met een rozet dragen.
In datzelfde jaar werd op 27 december in een decreet vastgelegd dat de palmen ook aan "wijzen", het decreet spreekt van "savants", letterkundigen en diegenen die zich verdienstelijk hadden gemaakt voor het onderwijs konden worden verleend. In deze vorm bleef de onderscheiding tot 4 oktober 1955 bestaan.
In 1955 werd de Orde van het Openbaar Onderricht omgevormd tot de ook nu nog bestaande Orde van de Academische Palmen.
De Orde paste in het systeem van de Franse ministeriële orden omdat zij op dezelfde wijze werd bestuurd en toegekend. Er waren ook verschillen; de onderscheiding heette nooit officieel "Orde" en de commandeursrang ontbrak. Een in het Franse parlement in 1927 aangenomen motie om ook een "commandeur van de Orde van het Openbaar Onderricht" (Frans: Commandeur de l’Ordre de l’Instruction Publique) in te stellen werd nooit uitgevoerd.
Toch is er sprake van zoveel continuïteit en overeenkomst dat de academische palmen in hun opeenvolgende organisatie- en verschijningsvormen in de literatuur als één sinds 1808 bestaande orde worden beschouwd.